# Astragalus aligudarzicus
Astragalus aligudarzicus är en ärtväxtart som beskrevs av Ahmed Ahmad Parsa. Astragalus aligudarzicus ingår i släktet vedlar, och familjen ärtväxter. Inga underarter finns listade i Catalogue of Life.